# Гібсонія (Пенсільванія)
Гібсонія (англ. Gibsonia) — переписна місцевість (CDP) в США, в окрузі Аллегені штату Пенсільванія. Населення — 2785 осіб (2020).

## Географія
Гібсонія розташована за координатами 40°37′56″ пн. ш. 79°58′6″ зх. д. / 40.63222° пн. ш. 79.96833° зх. д. (40.632232, -79.968349).  За даними Бюро перепису населення США в 2010 році переписна місцевість мала площу 9,96 км², уся площа — суходіл.

## Демографія
Згідно з переписом 2010 року, у переписній місцевості мешкали 2733 особи в 1015 домогосподарствах у складі 770 родин. Густота населення становила 274 особи/км².  Було 1054 помешкання (106/км²).
Расовий склад населення:
| - 97,3 % — білих - 0,9 % — азіатів - 0,7 % — чорних або афроамериканців - 0,2 % — корінних американців |

До двох чи більше рас належало 1,0 %. Частка іспаномовних становила 1,3 % від усіх жителів.
За віковим діапазоном населення розподілялося таким чином: 24,0 % — особи молодші 18 років, 60,6 % — особи у віці 18—64 років, 15,4 % — особи у віці 65 років та старші. Медіана віку мешканця становила 43,4 року. На 100 осіб жіночої статі у переписній місцевості припадало 96,8 чоловіків;  на 100 жінок у віці від 18 років та старших — 94,8 чоловіків також старших 18 років.
Середній дохід на одне домашнє господарство  становив 91 876 доларів США (медіана — 90 385), а середній дохід на одну сім'ю — 101 209 доларів (медіана — 97 941). Медіана доходів становила 71 625 доларів для чоловіків та 44 851 долар для жінок. За межею бідності перебувало 11,4 % осіб, у тому числі 19,8 % дітей у віці до 18 років та 3,4 % осіб у віці 65 років та старших.
Цивільне працевлаштоване населення становило 1394 особи. Основні галузі зайнятості: освіта, охорона здоров'я та соціальна допомога — 36,8 %, роздрібна торгівля — 11,5 %, науковці, спеціалісти, менеджери — 10,0 %.